# Wacław Wyrzykowski
Wacław Wyrzykowski (ur. 23 marca 1876 w Łęczycy, zm. 25 sierpnia 1936) – polski duchowny, kanonik Kapituły Katedralnej Łódzkiej, prałat scholastyk Kapituły Katedralnej Łódzkiej (od 1933).

## Życiorys
Ukończył szkołę średnią o.o. Jezuitów w Chyrowie, a w latach 1894–1899 studiował w Seminarium Duchownym w Warszawie. 18 czerwca 1899 otrzymał święcenia kapłańskie z rąk ks. Wincentego Chościak-Popiela. Pracował następnie jako wikariusz parafii Kamionna, następnie był wikariuszem parafii Radziwie w Górze Kalwarii. W latach 1902–1904 był wikariuszem parafii Podwyższenia Świętego Krzyża w Łodzi. Od 1904 był kapelanem wojsk armii nadamurskiej, celem niesienia pociechy duchowej żołnierzom–katolikom, odbywającym służbę w wojsku rosyjskim na Dalekim Wschodzie, wyruszył do Portu Artura (obecnie Lüshunkou), lecz w wyniku jego oblężenia, został zmuszony do pozostania w Laojanie (obecnie Liaoyang).
Po powrocie do Polski arcybiskup Chościak-Popiel wręczył mu nominację na szambelana honorowego, nadesłaną przez papieża Piusa X oraz został mianowany rektorem kościoła św. Anny w Łodzi oraz prefektem Gimnazjum Polskiego w Łodzi. Przy kościele założył Stowarzyszenie Robotników Chrześcijańskich, pełniące funkcję organizacji zawodowej. 29 grudnia 1909 został proboszczem nowo erygowanej parafię św. Anny w Łodzi. Do jego zasług należy wzniesienie przykościelnej plebanii oraz urządzenie kościoła.
Ponadto działał w utworzonym podczas I wojny światowej przy Głównym Komitecie Obywatelskim m. Łodzi i przez niego dotowanym Komitecie Obywatelskim Niesienia Pomocy Biednym, któremu przewodniczył pastor Rudolf Gundlach. wraz z Mieczysławem Hertzem i pastorem Ottonem Fryderykiem Krenzem zasiadał w zarządzie KONPB V dzielnicy.
W latach 1917–1919 był proboszczem parafii Bożego Ciała w Warszawie oraz wicedziekanem warszawskim. W latach 1919–1920 był proboszczem parafii Wniebowzięcia Najświętszej Maryi Panny w Łodzi i dziekanem 2. dekanatu łódzkiego (extra urbem). W latach 1920–1921 był proboszczem parafii św. Katarzyny Aleksandryjskiej w Zgierzu. Następnie na prośbę parafian ks. biskup Wincenty Tymieniecki przywrócił go do parafii św. Anny w Łodzi.
W tym okresie został mianowany sędzią prosynodalnym Sądu Biskupiego Łódzkiego. Od 1922 był kanonikiem Kapituły przy Katedrze Biskupiej w Łodzi oraz proboszczem Bazyliki archikatedralnej św. Stanisława Kostki w Łodzi. W sierpniu 1922 otrzymał godność prałata domowego Piusa XI. W latach 20. XX wieku pełnił funkcję prezesa Rady Nadzorczej Spółdzielczego Stowarzyszenia Spożywców "Dźwignia" w Łodzi. W 1933 został wyniesiony do godności prałata scholastyka Kapituły Katedralnej Łódzkiej.

### Życie prywatne
Wyrzykowski był synem Stanisława i Romany z Malinowskich. Został pochowany na cmentarzu Zarzew w Łodzi.

## Odznaczenie
- Order Świętej Anny III-go stopnia z mieczami,
- Order Świętego Stanisława II-go stopnia[1].